# Fritz Arno Wagner
Fritz Arno Wagner (* 5. Dezember 1889 in Schmiedefeld; † 18. August 1958 in Göttingen) war ein deutscher Kameramann.

## Leben
Wagner ging nach der Realschule und Handelshochschule über die Schweiz als Fremdsprachen-Korrespondent nach Paris. 1910 arbeitete er bei Pathé Frères, wo er Erfahrungen in der Fabrikation und Bearbeitung von Filmmaterial sammelte. 1912 wurde er Direktionssekretär und Zweigstellenchef seiner Firma in Wien, dann in Berlin.
1913 begann er als stellvertretender Chef bei Pathé Weekly in New York zu arbeiten. Während des Ersten Weltkrieges war er zunächst Soldat und wurde 1915 verwundet. Er arbeitete dann als Kriegsberichterstatter und richtete das neue Bild- und Filmamt ein.
Ab 1919 nahm er seine Arbeit bei der PAGU auf, zunächst als Standfotograf und zweiter Kameramann. Schon bald stieg er in die Spitzengruppe deutscher Kameramänner auf. Er war sowohl im expressionistischen Film (Der müde Tod, Nosferatu), als auch bei vielen realistischen Dramen, insbesondere Georg Wilhelm Pabsts, für die Kameraführung verantwortlich. Von 1937 bis 1945 arbeitete er vorwiegend für die Tobis.
Nach dem Zweiten Weltkrieg war er kurz bei der DEFA, danach an mehreren Unterhaltungsfilmen in Westdeutschland beteiligt. Er starb an den Folgen eines Unfalls bei Dreharbeiten, bei dem er in der Nähe von Göttingen von einem Kamerawagen gestürzt war. Beigesetzt wurde Wagner auf dem Waldfriedhof in Berlin-Dahlem. Die Grabstätte ist inzwischen aufgelöst.
Sein Urgroßneffe ist der SPD-Politiker Jens Crueger.

## Filmografie (Auswahl)
- 1919: Vendetta
- 1919: Der Galeerensträfling (2 Teile)
- 1920: Sumurun
- 1920: Das Skelett des Herrn Markutius
- 1920: Die geschlossene Kette
- 1921: Schloß Vogelöd
- 1921: Nachtbesuch in der Northernbank
- 1921: Der müde Tod
- 1922: Der Graf von Essex
- 1922: Nosferatu
- 1922: Der brennende Acker
- 1923: Zwischen Abend und Morgen
- 1923: Schatten
- 1923: Die Magyarenfürstin
- 1925: Zur Chronik von Grieshuus
- 1925: Pietro, der Korsar
- 1926: Der rosa Diamant
- 1926: Die drei Kuckucksuhren
- 1926: Eine Dubarry von heute
- 1927: Am Rande der Welt
- 1927: Die Liebe der Jeanne Ney
- 1928: Das letzte Fort
- 1928: Marquis d’Eon, der Spion der Pompadour
- 1929: Waterloo
- 1929: Napoleon auf St. Helena
- 1929: Wenn Du einmal Dein Herz verschenkst
- 1930: Westfront 1918
- 1930: Skandal um Eva
- 1930: Dolly macht Karriere
- 1931: M
- 1931: Kameradschaft
- 1931: Ronny
- 1931: Die Dreigroschenoper
- 1932: Es wird schon wieder besser
- 1932: Wie sag’ ich’s meinem Mann?
- 1932: Das schöne Abenteuer
- 1932: Das Lied einer Nacht
- 1933: Das Testament des Dr. Mabuse
- 1933: Spione am Werk
- 1933: Flüchtlinge
- 1934: Ein Mann will nach Deutschland
- 1934: Prinzessin Turandot
- 1934: Liebe, Tod und Teufel
- 1935: Amphitryon – Aus den Wolken kommt das Glück
- 1935: Schwarze Rosen
- 1936: Savoy-Hotel 217
- 1937: Der zerbrochene Krug
- 1937: Der Mann, der Sherlock Holmes war
- 1939: Robert Koch, der Bekämpfer des Todes
- 1939: Ein hoffnungsloser Fall
- 1940: Der Fuchs von Glenarvon
- 1940: Feinde
- 1940: Friedrich Schiller – Der Triumph eines Genies
- 1940: Aus erster Ehe
- 1941: Ohm Krüger
- 1942: Der Fall Rainer
- 1943: Altes Herz wird wieder jung
- 1943: Ich werde dich auf Händen tragen
- 1943: Herr Sanders lebt gefährlich
- 1949: Die Brücke
- 1950: Herrliche Zeiten
- 1951: Die Frauen des Herrn S.
- 1951: Die Schuld des Dr. Homma
- 1952: 1. April 2000
- 1952: Der Fürst von Pappenheim
- 1952: Mein Herz darfst Du nicht fragen
- 1953: Fräulein Casanova
- 1953: Die Rose von Stambul
- 1953: Der Vetter aus Dingsda
- 1954: Die tolle Lola
- 1954: Clivia
- 1954: Heideschulmeister Uwe Karsten
- 1954: Der treue Husar
- 1956: Meine 16 Söhne
- 1956: Die wilde Auguste
- 1956: Geliebte Corinna
- 1956: Tausend Melodien
- 1956: Hochzeit auf Immenhof
- 1957: Ferien auf Immenhof
- 1957: Liebe, Jazz und Übermut
- 1957: Kindermädchen für Papa gesucht
- 1958: Ohne Mutter geht es nicht
- 1958: Wehe, wenn sie losgelassen
- 1958: Der Czardas-König